# 赛氏毛蚶
，是魁蛤目魁蛤科毛蚶属的一种。主要分布于中国大陆、台湾，常栖息在浅海沙底、东海（水深17－27米）、南海（水深21－23米）。